# Adam Butler
Adam Courtauld Butler (ur. 11 października 1931 w Halstead, zm. 9 stycznia 2008 w Lighthorne) – brytyjski polityk Partii Konserwatywnej. W latach 1970–1987 członek Izby Gmin z okręgu Bosworth, minister w rządach Margaret Thatcher.

## Wczesne życie i edukacja
Adam Butler urodził się w Halstead jako drugie dziecko z czterech. Jego rodzicami byli Rab Butler, również polityk, i Sydney, jedyna córka kolekcjonera sztuki Samuela Courtaulda. Ukończył prywatną szkołę w Maidwell, a następnie prestiżowy Eton College.

## Kariera
Po odbyciu służby wojskowej w latach 1949–1951 w randze podporucznika w Korpusie Strzelców Królewskich, studiował historię i ekonomię w Pembroke College w Cambridge (jego dziadek, Sir Montagu Butler, był tam dyrektorem). Po ukończeniu studiów w 1954 r. wstąpił do armii kanadyjskiej w randze kapitana, gdzie był adiutantem gubernatora generalnego Kanady Vincenta Masseya. Matka Butlera zmarła na raka w tym samym roku, podczas jego pobytu w Kanadzie. W 1955 r. wrócił do Anglii i dołączył do rodzinnej firmy Courtaulds jako dyrektor różnych spółek zależnych.
Adam Butler został członkiem Izby Gmin w 1970 r. niespodziewanie pokonując posła Partii Pracy Woodrowa Wyatta w okręgu Bosworth. Był pierwszym konserwatystą reprezentującym ten okręg od lat dwudziestych XX wieku i ledwo zachował swoją pozycję w dwóch wyborach parlamentarnych w 1974 r.
Pełnił funkcję parlamentarnego sekretarza Ministra Spraw Zagranicznych, a następnie Ministra Rolnictwa, Żywności i Rybołówstwa Josepha Godbera. W 1974 r. objął pozycję partyjnego whipa (osoba pilnująca dyscypliny partyjnej i udziału w głosowaniach). Po tym, jak Margaret Thatcher została przywódczynią Konserwatystów w 1975 roku, Butler został jednym z jej dwóch prywatnych sekretarzy parlamentarnych, razem z Johnem Stanleyem.
Po zwycięstwie Partii Konserwatywnej w wyborach powszechnych w 1979 r. został ministrem stanu w ministerstwie przemysłu. Urząd ten piastował do 1981 r., kiedy objął stanowisko ministra ds. rozwoju gospodarczego Irlandii Północnej. W latach 1984–1985 był ministrem stanu ds. zaopatrzenia armii. W 1984 r. został zaprzysiężony do Tajnej Rady, a w 1986 r. otrzymał tytuł szlachecki.
Był członkiem Court of the Goldsmiths' Company, a w latach 1998–2004 przewodniczącym British Hallmarking Council. W latach 1989–2005 był prezesem Samuel Courtauld Trustees powiązanego z Courtauld Institute of Art. W latach 1990–2000 był prezesem fundacji Airey Beave Trust.

## Życie prywatne
Adam Butler poślubił Felicity Molesworth-St Aubin w 1955 roku. Mieli dwóch synów i córkę.